# Душманићи
Душманићи су насеље у Србији у општини Пријепоље у Златиборском округу. Према попису из 2022. било је 226 становника.

## Демографија
У насељу Душманићи живи 186 пунолетних становника, а просечна старост становништва износи 36,9 година (37,6 код мушкараца и 36,3 код жена). У насељу има 74 домаћинства, а просечан број чланова по домаћинству је 3,31.
Становништво у овом насељу веома је нехомогено, а у последња три пописа, примећен је пад у броју становника.
|  |

| Демографија | Демографија | Демографија |
| Година      | Становника  | Становника  |
| ----------- | ----------- | ----------- |
| 1948.       | 372         |             |
| 1953.       | 449         |             |
| 1961.       | 480         |             |
| 1971.       | 417         |             |
| 1981.       | 380         |             |
| 1991.       | 335         | 334         |
| 2002.       | 245         | 284         |

| Етнички састав према попису из 2002.‍ | Етнички састав према попису из 2002.‍ | Етнички састав према попису из 2002.‍ | Етнички састав према попису из 2002.‍ | Етнички састав према попису из 2002.‍ |
| ------------------------------------ | ------------------------------------ | ------------------------------------ | ------------------------------------ | ------------------------------------ |
|                                      |                                      |                                      |                                      |                                      |
| Бошњаци                              | Бошњаци                              |                                      | 139                                  | 56,73%                               |
| Срби                                 | Срби                                 |                                      | 66                                   | 26,93%                               |
| Муслимани                            | Муслимани                            |                                      | 37                                   | 15,10%                               |
| непознато                            | непознато                            |                                      | 0                                    | 0,0%                                 |

| Година пописа     | 1948. | 1953. | 1961. | 1971. | 1981. | 1991. | 2002. |
| ----------------- | ----- | ----- | ----- | ----- | ----- | ----- | ----- |
| Број домаћинстава | 74    | 80    | 94    | 89    | 87    | 90    | 74    |

| Број чланова      | 1  | 2  | 3 | 4  | 5  | 6 | 7 | 8 | 9 | 10 и више | Просек |
| ----------------- | -- | -- | - | -- | -- | - | - | - | - | --------- | ------ |
| Број домаћинстава | 10 | 19 | 9 | 17 | 13 | 5 | 1 | 0 | 0 | 0         | 3,31   |

| Пол    | Укупно | Неожењен/Неудата | Ожењен/Удата | Удовац/Удовица | Разведен/Разведена | Непознато |
| ------ | ------ | ---------------- | ------------ | -------------- | ------------------ | --------- |
| Мушки  | 95     | 31               | 59           | 3              | 2                  | 0         |
| Женски | 104    | 28               | 57           | 16             | 2                  | 1         |
| УКУПНО | 199    | 59               | 116          | 19             | 4                  | 1         |

| Пол    | Укупно                    | Пољопривреда, лов и шумарство | Рибарство                            | Вађење руде и камена | Прерађивачка индустрија       |
| ------ | ------------------------- | ----------------------------- | ------------------------------------ | -------------------- | ----------------------------- |
| Мушки  | 48                        | 13                            | 0                                    | 0                    | 12                            |
| Женски | 19                        | 7                             | 0                                    | 0                    | 7                             |
| УКУПНО | 67                        | 20                            | 0                                    | 0                    | 19                            |
| Пол    | Производња и снабдевање   | Грађевинарство                | Трговина                             | Хотели и ресторани   | Саобраћај, складиштење и везе |
| Мушки  | 1                         | 13                            | 3                                    | 0                    | 4                             |
| Женски | 0                         | 0                             | 1                                    | 0                    | 0                             |
| УКУПНО | 1                         | 13                            | 4                                    | 0                    | 4                             |
| Пол    | Финансијско посредовање   | Некретнине                    | Државна управа и одбрана             | Образовање           | Здравствени и социјални рад   |
| Мушки  | 0                         | 0                             | 0                                    | 0                    | 0                             |
| Женски | 1                         | 0                             | 1                                    | 1                    | 0                             |
| УКУПНО | 1                         | 0                             | 1                                    | 1                    | 0                             |
| Пол    | Остале услужне активности | Приватна домаћинства          | Екстериторијалне организације и тела | Непознато            | Непознато                     |
| Мушки  | 2                         | 0                             | 0                                    | 0                    | 0                             |
| Женски | 1                         | 0                             | 0                                    | 0                    | 0                             |
| УКУПНО | 3                         | 0                             | 0                                    | 0                    | 0                             |